# Vláda Vladimíra Špidly
Vláda Vladimíra Špidly byla v úřadu od 15. července 2002 do 4. srpna 2004. Předsedou vlády byl Vladimír Špidla.
Vládu po volbách v roce 2002 sestavila vítězná ČSSD za účasti KDU-ČSL a US-DEU. Za této vlády ČR na základě referenda vstoupila do Evropské unie. Vláda skončila rozhodnutím premiéra kvůli slabé vnitrostranické podpoře po neúspěchu ČSSD v prvních eurovolbách. V čele strany ho nahradil Stanislav Gross, který sestavil novou vládu.

## Vývoj
- 9. července 2002 - podpis koaliční smlouvy
- 12. července 2002 – prezident Václav Havel jmenoval Vladimíra Špidlu premiérem
- 15. července 2002 – prezident jmenoval ministry vlády
- 7. srpna 2002 – vláda získala důvěru Parlamentu
- 11. března 2003 – vláda dostala od Parlamentu důvěru poté, kdy o její vyslovení požádal premiér
- 14. června 2003 – proběhlo referendum o přistoupení Česka k Evropské unii
- 1. května 2004 – Česká republika vstoupila do Evropské unie
- 12. června 2004 – proběhly volby do Evropského parlamentu, v kterých ČSSD zaznamenala výrazný propad.
- 26. června – hlasování o důvěře na ústředním výkonném výboru ČSSD
- 2. července 2004 – premiér podal demisi, prezident Václav Klaus pověřil vládu vykonáváním jejích funkcí prozatímně až do jmenování nové vlády
- 4. srpna 2004 – prezident Václav Klaus jmenoval novou vládu Stanislava Grosse

## Legitimita vlády
Legitimita vlády od občanů České republiky (na základě voleb a na začátku vládnutí – pozdější změny v poslaneckých klubech nejsou zohledněny):
| vládní strana         | počet hlasů ve volbách | % zisk  | počet mandátů v PSP ČR | počet křesel ve vládě | předseda strany                           |
| --------------------- | ---------------------- | ------- | ---------------------- | --------------------- | ----------------------------------------- |
| ČSSD                  | 1 440 279              | 30,20 % | 70                     | 12                    | Vladimír Špidla                           |
| KDU-ČSL US-DEU        | 680 671                | 14,21 % | 23 8                   | 3 3                   | KDU-ČSL: Cyril Svoboda US-DEU: Ivan Pilip |
| vládní strany celkově | 2 120 950              | 44,41 % | 101                    | 18                    |                                           |
| ČR celkově            | 4 789 145              | 100 %   | 200                    | –                     |                                           |

1. ↑  KDU-ČSL a US-DEU šly do voleb jako koalice dvou stran.

## Seznam členů vlády
| Úřad                                                                         | Člen vlády        | Člen vlády       | Subjekt | Subjekt        | Nástup do úřadu   | Odchod z úřadu  |
| ---------------------------------------------------------------------------- | ----------------- | ---------------- | ------- | -------------- | ----------------- | --------------- |
| Předseda vlády                                                               | Vladimír Špidla   |                  |         | ČSSD           | 12. července 2002 | 4. srpna 2004   |
| 1. místopředseda vlády Ministr vnitra                                        | Stanislav Gross   | Stanislav Gross  |         | ČSSD           | 15. července 2002 | 4. srpna 2004   |
| Místopředseda vlády Ministr zahraničních věcí                                | Cyril Svoboda     | Cyril Svoboda    |         | KDU-ČSL        | 15. července 2002 | 4. srpna 2004   |
| Místopředseda vlády                                                          | Pavel Rychetský   | Pavel Rychetský  |         | ČSSD           | 15. července 2002 | 5. srpna 2003   |
| Místopředseda vlády                                                          | Bohuslav Sobotka  | Bohuslav Sobotka |         | ČSSD           | 30. října 2003    | 4. srpna 2004   |
| Místopředseda vlády Ministr pro výzkum a vývoj, lidská práva a lidské zdroje | Petr Mareš        | Petr Mareš       |         | US-DEU         | 15. července 2002 | 4. srpna 2004   |
| Ministr práce a sociálních věcí                                              | Zdeněk Škromach   | Zdeněk Škromach  |         | ČSSD           | 15. července 2002 | 4. srpna 2004   |
| Ministr pro místní rozvoj                                                    | Pavel Němec       |                  |         | US-DEU         | 15. července 2002 | 4. srpna 2004   |
| Ministr(yně) zdravotnictví                                                   | Marie Součková    |                  |         | ČSSD           | 15. července 2002 | 14. dubna 2004  |
| Ministr(yně) zdravotnictví                                                   | Jozef Kubinyi     |                  |         | ČSSD           | 14. dubna 2004    | 4. srpna 2004   |
| Ministr financí                                                              | Bohuslav Sobotka  | Bohuslav Sobotka |         | ČSSD           | 15. července 2002 | 4. srpna 2004   |
| Ministr spravedlnosti                                                        | Pavel Rychetský   | Pavel Rychetský  |         | ČSSD           | 15. července 2002 | 5. srpna 2003   |
| Ministr spravedlnosti                                                        | Vladimír Špidla   | Vladimír Špidla  |         | ČSSD           | 6. srpna 2003     | 16. září 2003   |
| Ministr spravedlnosti                                                        | Karel Čermák      | Karel Čermák     |         | nestr. za ČSSD | 16. září 2003     | 15. června 2004 |
| Ministr spravedlnosti                                                        | Vladimír Špidla   | Vladimír Špidla  |         | ČSSD           | 15. června 2004   | 4. srpna 2004   |
| Ministr kultury                                                              | Pavel Dostál      |                  |         | ČSSD           | 15. července 2002 | 4. srpna 2004   |
| Ministr průmyslu a obchodu                                                   | Jiří Rusnok       | Jiří Rusnok      |         | ČSSD           | 15. července 2002 | 19. března 2003 |
| Ministr průmyslu a obchodu                                                   | Milan Urban       | Milan Urban      |         | ČSSD           | 19. března 2003   | 4. srpna 2004   |
| Ministr zemědělství                                                          | Jaroslav Palas    | Jaroslav Palas   |         | ČSSD           | 15. července 2002 | 4. srpna 2004   |
| Ministryně školství, mládeže a tělovýchovy                                   | Petra Buzková     | Petra Buzková    |         | ČSSD           | 15. července 2002 | 4. srpna 2004   |
| Ministr obrany                                                               | Jaroslav Tvrdík   | Jaroslav Tvrdík  |         | ČSSD           | 15. července 2002 | 9. června 2003  |
| Ministr obrany                                                               | Miroslav Kostelka |                  |         | ČSSD           | 9. června 2003    | 4. srpna 2004   |
| Ministr dopravy a spojů (od 12/2002 ministr dopravy)                         | Milan Šimonovský  | Milan Šimonovský |         | KDU-ČSL        | 15. července 2002 | 4. srpna 2004   |
| Ministr životního prostředí                                                  | Libor Ambrozek    | Libor Ambrozek   |         | KDU-ČSL        | 15. července 2002 | 4. srpna 2004   |
| Ministr informatiky                                                          | Vladimír Mlynář   | Vladimír Mlynář  |         | US-DEU         | 15. července 2002 | 4. srpna 2004   |

## Poměr sil ve vládě

### Počet ministrů
| - ČSSD    | 12 |
| - KDU-ČSL | 3  |
| - US-DEU  | 3  |